# جان سالستن
سر جان ادوارد سالستن (انگلیسی: Sir John Edward Sulston زاده ۲۷ مارس ۱۹۴۲ – درگذشته ۶ مارس ۲۰۱۸) زیست‌شناس اهل بریتانیا و انگلستان بود. او در سال ۲۰۰۲ به خاطر رمزگشایی ژنتیک برنده جایزه جایزه نوبل فیزیولوژی و پزشکی شد.
سالستون، از دانشگاه کمبریج فارغ‌التحصیل بود. وی فوق دکترای خویش را در کالیفرنیا به پایان برد و آنجا به مؤسسه سیدنی برنر پیوست.
جان سالستون در سال ۲۰۰۲ به همراه سیدنی برنر از بریتانیا و رابرت هوروویتز از آمریکا، برای تحقیقات خود در مورد تکامل و مرگ و میر سلولی، جایزه نوبل پزشکی را دریافت کرد. تحقیقات جان سالستون در خصوص روند تقسیم سلولی و این که چطور این روند انجام می‌شود، از تحقیقات کلیدی در خصوص شناخت سرطان بود.
وی رئیس هیئت مدیره انستیتو علوم، اخلاق و نوآوری در دانشگاه منچستر بود. او در حال تحقیق در حوزه ارتباطی بین دانشمندان و جامعه بود.

## درگذشت
در روز ۶ مارس ۲۰۱۸ در سن ۷۵ سالگی در بریتانیا درگذشت.